# Leptostylus angulicollis
Leptostylus angulicollis es una especie de escarabajo longicornio del género Leptostylus, categorizada en la tribu Acanthocinini, de la subfamilia Lamiinae. Fue descrita por Bates en 1885.

## Descripción
Mide 4,75-5,3 mm de longitud.

## Distribución
Se distribuye por El Salvador y Guatemala.